# Victoriano López García
Victoriano López García (Mondoñedo, Lugo, 22 de març de 1910 - Madrid, 31 d'agost de 1995) va ser el primer director de l'Institut d'Investigacions i Experiències Cinematogràfiques (IIEC).
Estudia enginyeria industrial a Bilbao. La seva afició pel cinema i els seus estudis tècnics sobre la matèria, li porten a promoure una sèrie d'iniciatives, des de l'Escola d'Enginyers Industrials de Madrid, que fan d'aquest centre punt de referència per a l'ensenyament i l'estudi cinematogràfic. Aprofitant la seva prefectura en la Subcomissió Reguladora de Cinema i amb el suport de la penya d'amics que es reunia en el bar “la Elipa”, de Madrid, creen, en 1947, l'Institut d'Investigacions i Experiències Cinematogràfiques, del qual serà el seu primer director. Al mateix temps, funda i dirigeix la revista Cine Experimental, però també col·laborà a Radiocinema, Espectáculo, Revista Internacional de Cine i Primer Plano. El 1951 va participar com a ajudant de càmera a Una cubana en España. Va ocupar diferents càrrecs, sempre relacionats amb el cinema, i continua amb la seva labor docent i de recerca. El 1990 va rebre el Goya d'honor per la seva aportació a la formació professional del cinema espanyol.

## Obres
- Lecciones sobre cinematografía, 1941;
- Técnica del cine sonoro, en color y en relieve, 1943;
- Electroacústica, 1963;
- Acústica, 1971;
- Chequeo al cine español, 1972;
- La industria cinematográfica española, 1945;
- La industria de producción de películas, 1955